# أريوس باشاكارنيس
أريوس باشاكارنيس (بالليتوانية: Arijus Pašakarnys)‏ مواليد 1 أكتوبر 1997 في أوتينا، هو لاعب كرة سلة ليتواني. بدأ مسيرته الاحترافية في سنة 2013. يلعب مع أوتينوس يوفنتوس في الدوري الليتواني لكرة السلة. يحمل الرقم 20.